# Holowanie

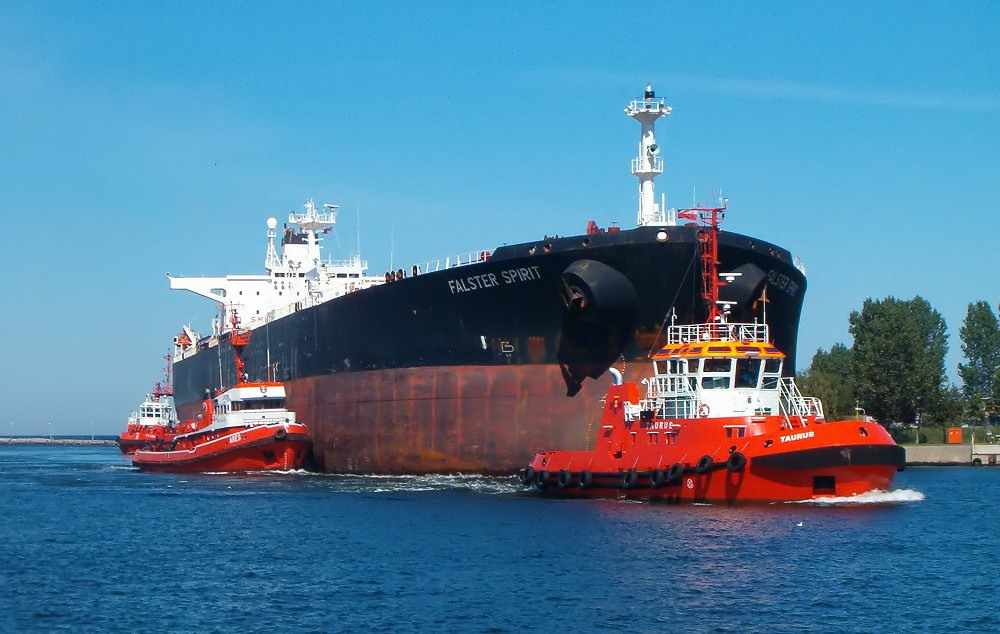
Holowniki wprowadzające tankowiec do portu w Gdańsku

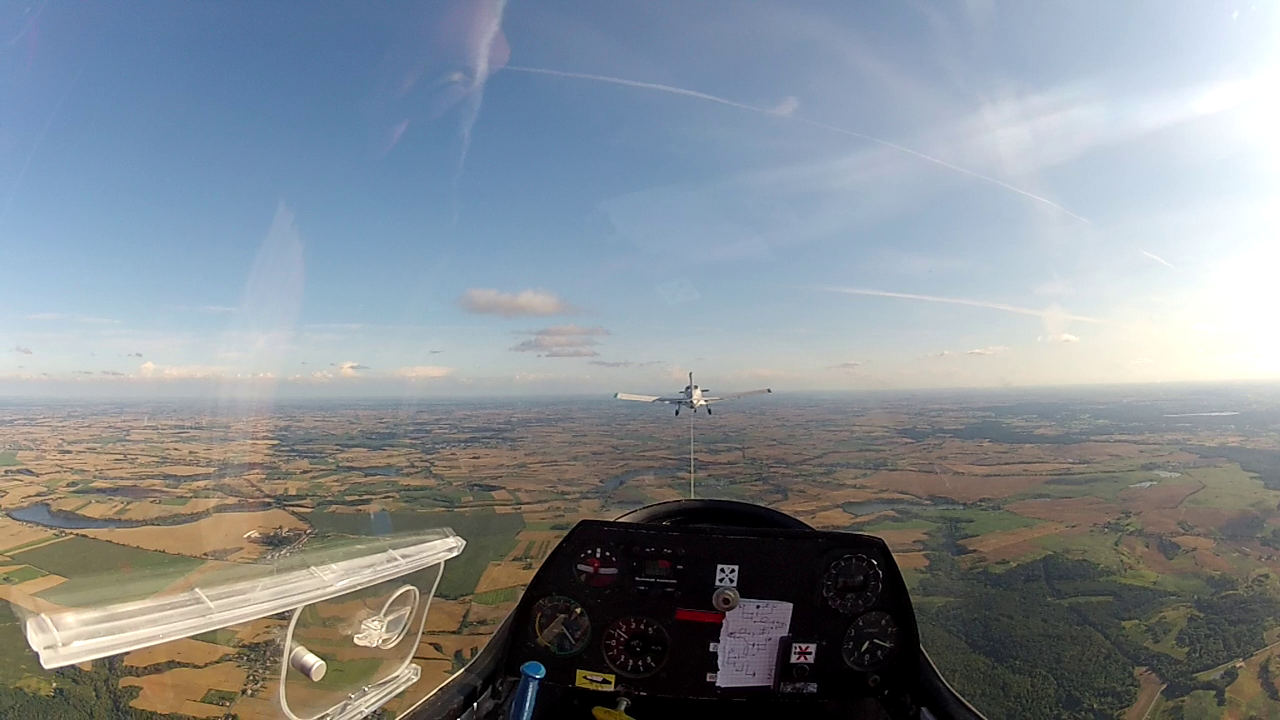
Widok z kabiny szybowca

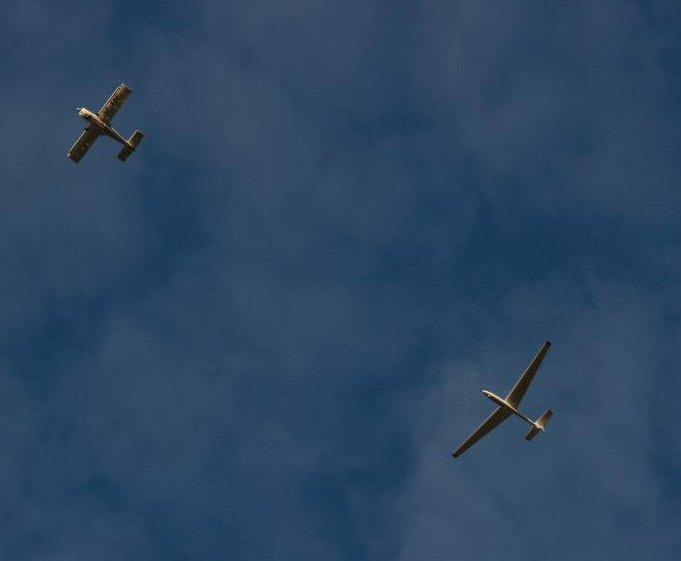
Samolot holuje szybowiec

Holowanie – operacja przemieszczenia jednostki pływającej (statku, barki, itp.) pozbawionej własnego napędu lub z tymże nieaktywnym przy pomocy holowników lub pchaczy.
Holowanie statku powietrznego – operacja polega na wynoszeniu np. szybowców w powietrze za pomocą samolotu. Hol wykonywany jest za pomocą liny, do której jest podczepiony np. szybowiec. Szybowiec ten jest wynoszony na odpowiednią wysokość, gdzie pilot holowanego statku powietrznego wyczepia/odczepia się od liny holowniczej i od tego momentu rozpoczyna samodzielny lot szybowcowy np. ślizgowy, falowy, termiczny, żaglowy.